# Heliophobus
Heliophobus là một chi bướm đêm thuộc họ Noctuidae.